# Álvaro González Soberón
Álvaro González Soberón, född 8 januari 1990, mer känd som endast Álvaro, är en spansk fotbollsspelare som spelar för saudiska Al Nassr.

## Karriär
Den 31 augusti 2016 värvades Álvaro av Villarreal, där han skrev på ett fyraårskontrakt. Den 19 juli 2019 lånades Álvaro ut till Marseille på ett låneavtal över säsongen 2019/2020 och därefter med en tvingande köpoption. Den 1 juli 2020 skrev han därefter på ett treårskontrakt med Marseille.
I augusti 2022 värvades Álvaro av saudiska Al Nassr.